# Liste der Monuments historiques in Flize
Die Liste der Monuments historiques in Flize führt die Monuments historiques in der französischen Gemeinde Flize auf.

## Liste der Immobilien
| Bezeichnung       | Beschreibung                                                                      | Standort                             | Kennzeichnung | Schutzstatus | Datum | Bild           |
| ----------------- | --------------------------------------------------------------------------------- | ------------------------------------ | ------------- | ------------ | ----- | -------------- |
| Kloster Élan      | Zisterzienserabtei, um 1148 gegründet, 1791 aufgehoben; Abtshaus, 15. Jahrhundert | Élan, 7 allée du Château (Lage)      | PA00078433    | Inscrit      | 1946  | weitere Bilder |
| Kirche Notre-Dame | ehemalige Abteikirche; im Kern aus dem 12. Jahrhundert, 1720 und 1840 umgestaltet | Élan, 14 route de Saint-Roger (Lage) | PA00078434    | Inscrit      | 1946  | weitere Bilder |

## Liste der Objekte
| Bezeichnung        | Beschreibung                                                                | Standort                                                     | Kennzeichnung | Schutzstatus | Datum | Bild |
| ------------------ | --------------------------------------------------------------------------- | ------------------------------------------------------------ | ------------- | ------------ | ----- | ---- |
| Kirchenausstattung | Kanzel, Beichtstuhl, Wandvertäfelung und Chorgestühl; Eichenholz, nach 1888 | Balaives-et-Butz, in der Kirche Saint-Pierre-ès-Liens (Lage) | PM08001321    | Inscrit      | 2015  |      |
| Kirchengestühl     | Holz, 18. Jahrhundert                                                       | Boutancourt, in der Kirche St-Rémi (Lage)                    | PM08000073    | Classé       | 1970  |      |